# Monte Boletto
Der Monte Boletto ist ein 1237 m s.l.m. hoher Berg der norditalienischen Alta Brianza, einer Untergruppe der Tambogruppe, liegt somit zwischen den südlichen Armen des Comer Sees und ist über die Seilbahn von Como nach Brunate leicht erreichbar.